# Erie BayHawks 2016-2017
La stagione 2016-17 degli Erie BayHawks fu la 9ª nella NBA D-League per la franchigia.
Gli Erie BayHawks arrivarono sesti nella Atlantic Division con un record di 14-36, non qualificandosi per i play-off.

## Roster
| N° | Naz.                   | Ruolo | Sportivo           | Anno | Alt. | Peso |
| -- | ---------------------- | ----- | ------------------ | ---- | ---- | ---- |
| 0  | Stati Uniti (bandiera) | G     | Lewis Jackson      | 1989 | 178  | 75   |
| 2  | Stati Uniti (bandiera) | A     | Cliff Alexander    | 1995 | 203  | 108  |
| 2  | Stati Uniti (bandiera) | A     | Paris Bass         | 1995 | 203  | 91   |
| 2  | Canada (bandiera)      | AC    | Stefan Janković    | 1993 | 211  | 107  |
| 5  | Stati Uniti (bandiera) | A     | Paris Bass         | 1995 | 203  | 91   |
| 5  | Stati Uniti (bandiera) | A     | Alex Davis         | 1992 | 206  | 95   |
| 5  | Stati Uniti (bandiera) | G     | Robert Vaden       | 1985 | 196  | 98   |
| 10 | Stati Uniti (bandiera) | G     | John Petrucelli    | 1992 | 193  | 86   |
| 13 | Stati Uniti (bandiera) | G     | Gabe York          | 1993 | 191  | 86   |
| 14 | Stati Uniti (bandiera) | G     | Kalin Lucas        | 1989 | 185  | 88   |
| 14 | Stati Uniti (bandiera) | G     | Bruce Massey       | 1990 | 191  | 88   |
| 14 | Stati Uniti (bandiera) | G     | Brandis Raley-Ross | 1987 | 191  | 91   |
| 16 | Stati Uniti (bandiera) | GA    | Michael Lyons      | 1990 | 196  | 90   |
| 20 | Stati Uniti (bandiera) | G     | C.J. Wilcox        | 1990 | 196  | 88   |
| 21 | Stati Uniti (bandiera) | GA    | Anthony Brown      | 1992 | 201  | 96   |
| 22 | Stati Uniti (bandiera) | GA    | Branden Dawson     | 1993 | 198  | 102  |
| 23 | Stati Uniti (bandiera) | G     | Gabe York          | 1993 | 191  | 86   |
| 25 | Stati Uniti (bandiera) | G     | Robert Vaden       | 1985 | 196  | 98   |
| 31 | Stati Uniti (bandiera) | G     | Reggis Onwukamuche | 1992 | 208  | 102  |
| 33 | Canada (bandiera)      | AC    | Stefan Janković    | 1993 | 211  | 107  |
| 33 | Stati Uniti (bandiera) | C     | Stephen Zimmerman  | 1996 | 213  | 109  |
| 34 | Stati Uniti (bandiera) | C     | Shevon Thompson    | 1993 | 213  | 102  |
| 34 | Stati Uniti (bandiera) | C     | Stephen Zimmerman  | 1996 | 213  | 109  |
| 41 | Stati Uniti (bandiera) | G     | Joe Thomasson      | 1993 | 193  | 75   |
| 52 | Stati Uniti (bandiera) | G     | T.J. Price         | 1993 | 193  | 100  |
| 55 | Stati Uniti (bandiera) | G     | Ramon Galloway     | 1991 | 185  | 79   |
| 55 | Stati Uniti (bandiera) | G     | Joe Thomasson      | 1993 | 193  | 75   |
| 90 | Stati Uniti (bandiera) | G     | Joe Thomasson      | 1993 | 193  | 75   |
| 99 | Stati Uniti (bandiera) | G     | Reggis Onwukamuche | 1992 | 208  | 102  |

## Staff tecnico
- Allenatore: Bill Peterson
- Vice-allenatori: Norm Richardson, Nelson Terroba